# Отримай цей номер
Отримай цей номер (англ. Get That Number) — американський короткометражний комедійний фільм. Фільм створений як студентська робота, для отримання освітнього ступеня MFA, в кінематографічному підрозділі школи мистецтв, Колумбійського університету.

## Сюжет
Один день з життя двох друзів, Джеймса і Скотті, у великому місті, переповненому красивими дівчатами. Джеймс — ловелас, він невимушено знайомиться з жінками, і легко може отримати номер телефону дівчини яка його зацікавила. Натомість для бідолашного Скотті отримати навіть один телефонний номер симпатичної дівчини — це велика проблема. Хлопці шукають своє щастя, спочатку в центральному парку, а згодом в художньому музеї.

## Відзнаки і досягнення
Фільм брав участь і перемагав в декількох фестивалях і конкурсах, орієнтованих на незалежні фільми та фільми початківців.
| Фестиваль                                                                                      | Нагорода                                                  |
| ---------------------------------------------------------------------------------------------- | --------------------------------------------------------- |
| Кінофестиваль Колумбійського університету 1997 (англ. Columbia University Film Festival)       | Найкращий фільм (англ. Best Picture)                      |
| Кінофестиваль Колумбійського університету 1997 (англ. Columbia University Film Festival)       | Премія глядацьких симпатій (англ. Audience Choice Award)  |
| Міжнародний кінофестиваль у Хемптоні 1997                                                      | Нагорода за студентську роботу (англ. Student Film Award) |
| Міжнародний фестиваль короткометражних фільмів 1997 (англ. Shorts International Film Festival) | Найкращий короткий фільм (англ. Best Short Film)          |
| Кінофестиваль міський всесвіт 1997 (англ. Urbanworld Film Festival)                            | Премія глядацьких симпатій (англ. Audience Award)         |

## У ролях
Перелік складено в порядку появи персонажів на екрані
- Гарі Дурдан[en] — Джеймс
- Трайон Лі — волоцюга
- Садека Мюррей — Шартранда
- Нейт Баркліфт — подруга Шартранди
- Джо Річардс — Скотті
- Робіні Лі[en] — красуня #1
- Шеррі Купер — красуня #2
- Меліса Габріель — красуня #3
- Габріель Мітрані — красуня #4
- Морін Галлахер — красуня модель
- Майк Лоусон — скрипаль
- Андреа Лія — красуня з дредами
- Клер Вінтерс — дівчина з музею 1
- Кейт Волш — дівчина з музею 2
- Ванесса Квонг — Кім
- Венді Ховард — подруга Кім
- Ліф Нільсон — панк на скейті
- Бенджамін Драйвер — таксист

## Див. Також
Потрясіння